# Acacia roycei
Acacia roycei — вид квіткових рослин з родини бобових. Ареал: Австралія (Західна Австралія).

## Середовище
Вид зазвичай розташований на піщаних рівнинах, що ростуть на піщаних або піщано-суглинистих ґрунтах.

## Біоморфологічна характеристика
Густий кущ або дерево зазвичай досягає висоти від 1 до 6 метрів із зазвичай волохатими гілочками, які мають блідо-жовті нові пагони. Тверді, сіро-зелені та циліндричні філодії прямі або злегка вигнуті, у довжину від 4 до 8 см і в діаметрі від 1 до 1,5 мм, з 12–16 близькими, злегка піднятими жилками. Цвіте з серпня по жовтень і дає жовті квітки. Прості суцвіття розташовані поодиноко або парами в пазухах і мають сферичні квіткові голови з діаметром 5–6 мм і містять від 55 до 75 щільно упакованих квіток золотистого кольору. Стручки голі, від жовто-коричневого до блідо-коричневого забарвлення, підняті над насінням і злегка звужені між насінням, сильно вигнуті, мають довжину до 5 см і ширину від 4 до 5 мм.